# Kościół Wniebowzięcia Najświętszej Maryi Panny i klasztor Franciszkanów w Chęcinach
Kościół Wniebowzięcia Najświętszej Maryi Panny i klasztor Franciszkanów – rzymskokatolicki zespół kościelno-klasztorny w Chęcinach w województwie świętokrzyskim.
Kościół Wniebowzięcia Najświętszej Maryi Panny został wzniesiony w stylu gotyckim w 1368 roku i rozbudowany w latach 1605-1628 oraz 1668-1685, po zniszczeniach z czasu II wojny światowej został odbudowany w 1948 roku. We wnętrzu znajduje się ołtarz główny i piękne stalle.
Klasztor Franciszkanów, został wzniesiony w stylu późnorenesansowym w 1. połowie XVII wieku; po kasacji klasztoru w 1817 roku umieszczone zostało w nim więzienie; po rekonstrukcji i odnowieniu w latach 1966-1970 w klasztorze znajdował się dom wycieczkowy i restauracja, w 1991 roku klasztor został oddany pierwotnym właścicielom.
W 2021 klasztor otrzymał Odznakę Honorową Województwa Świętokrzyskiego.

## Galeria

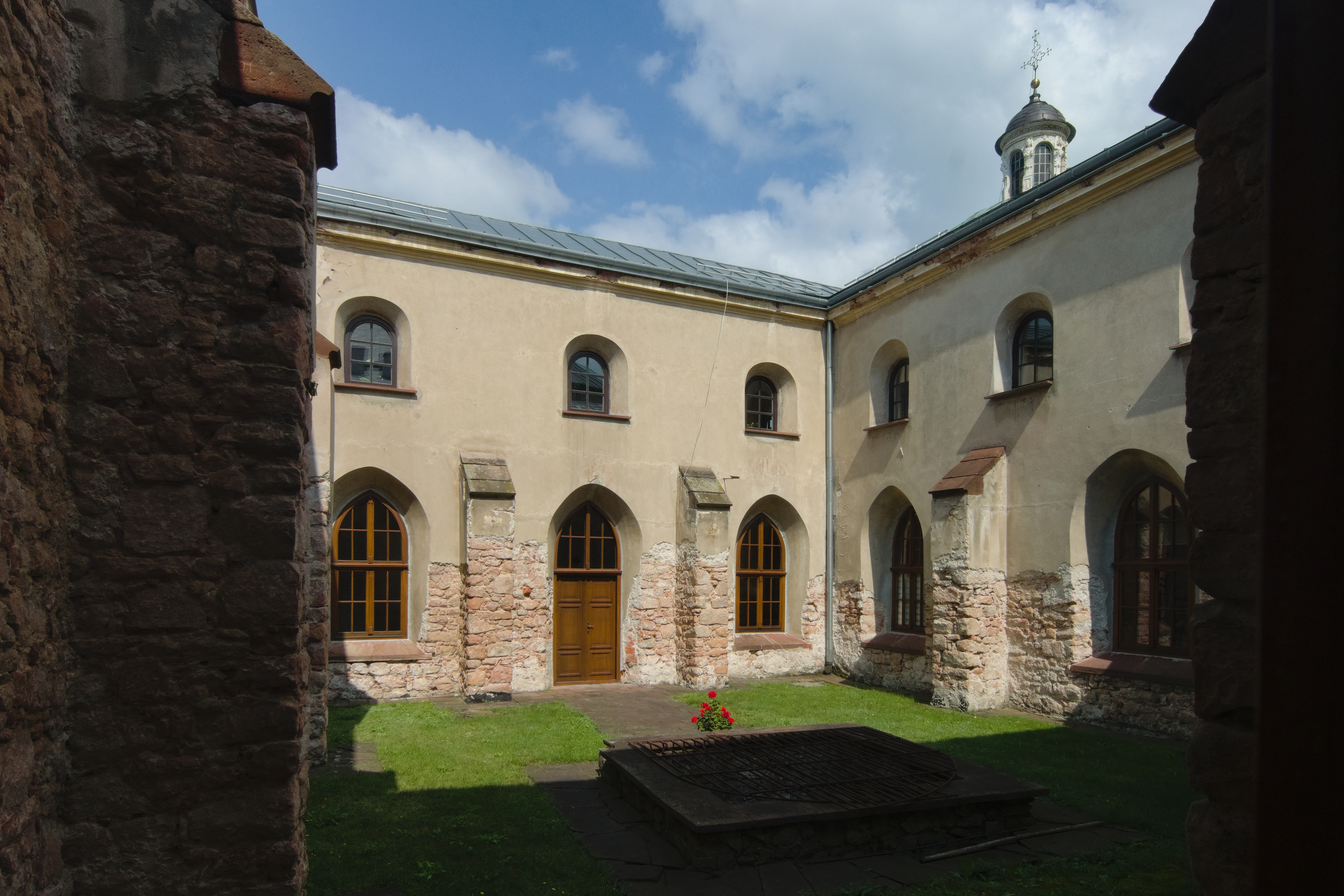
Wewnętrzny dziedziniec klasztoru (2022)
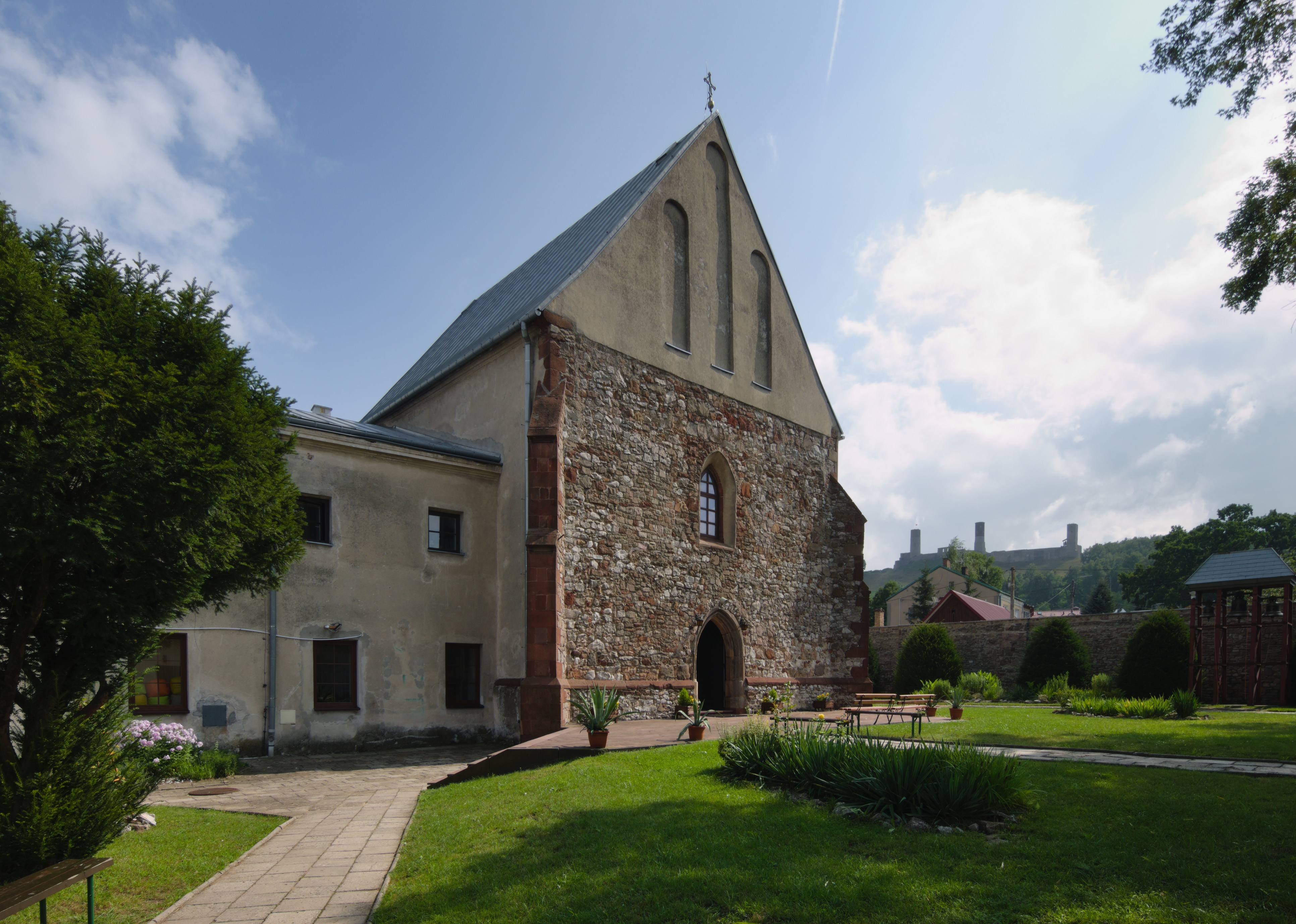
Kościół Wniebowzięcia NMP (2022)
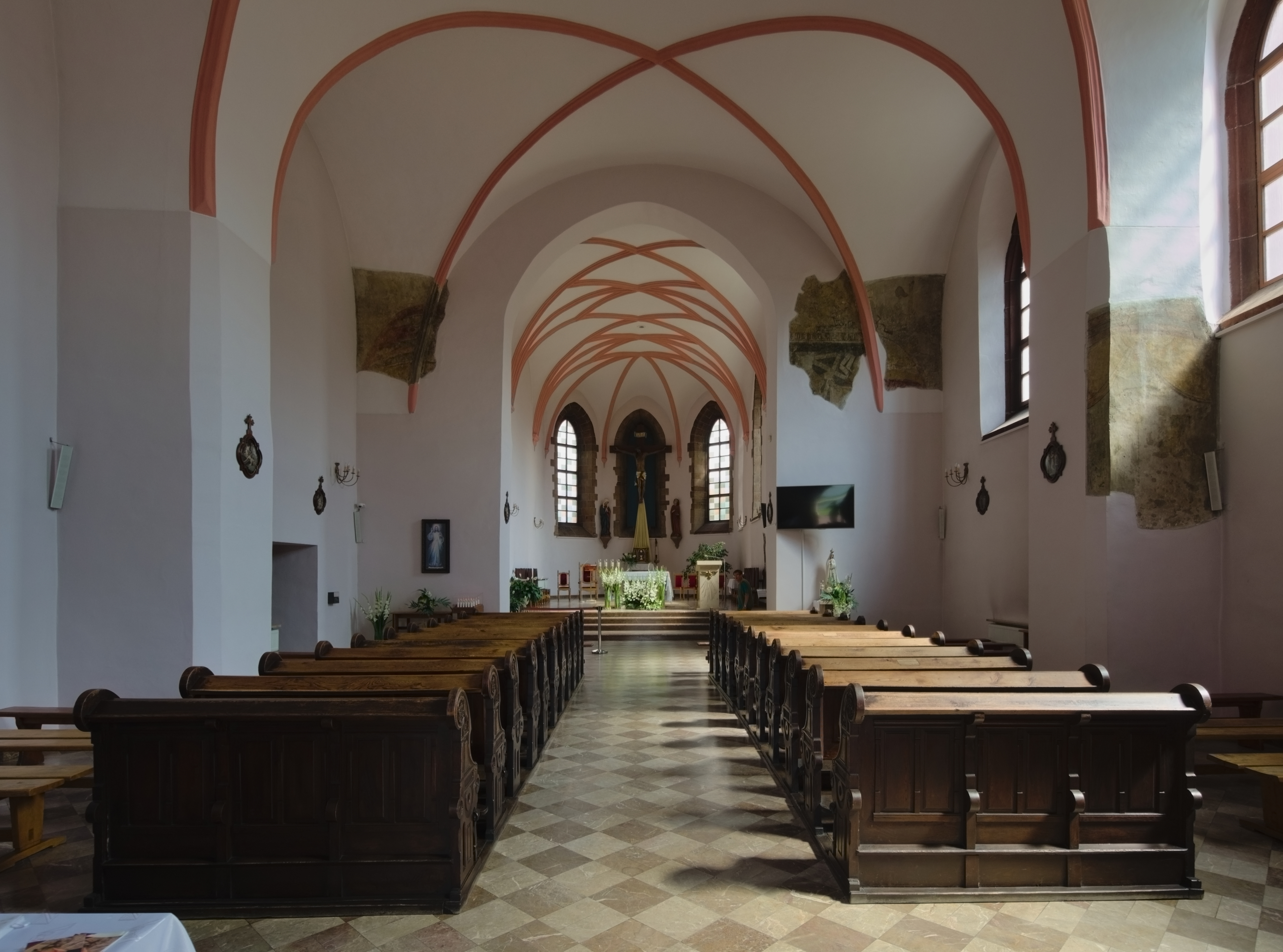
Wnętrze kościoła Wniebowzięcia NMP (2022)
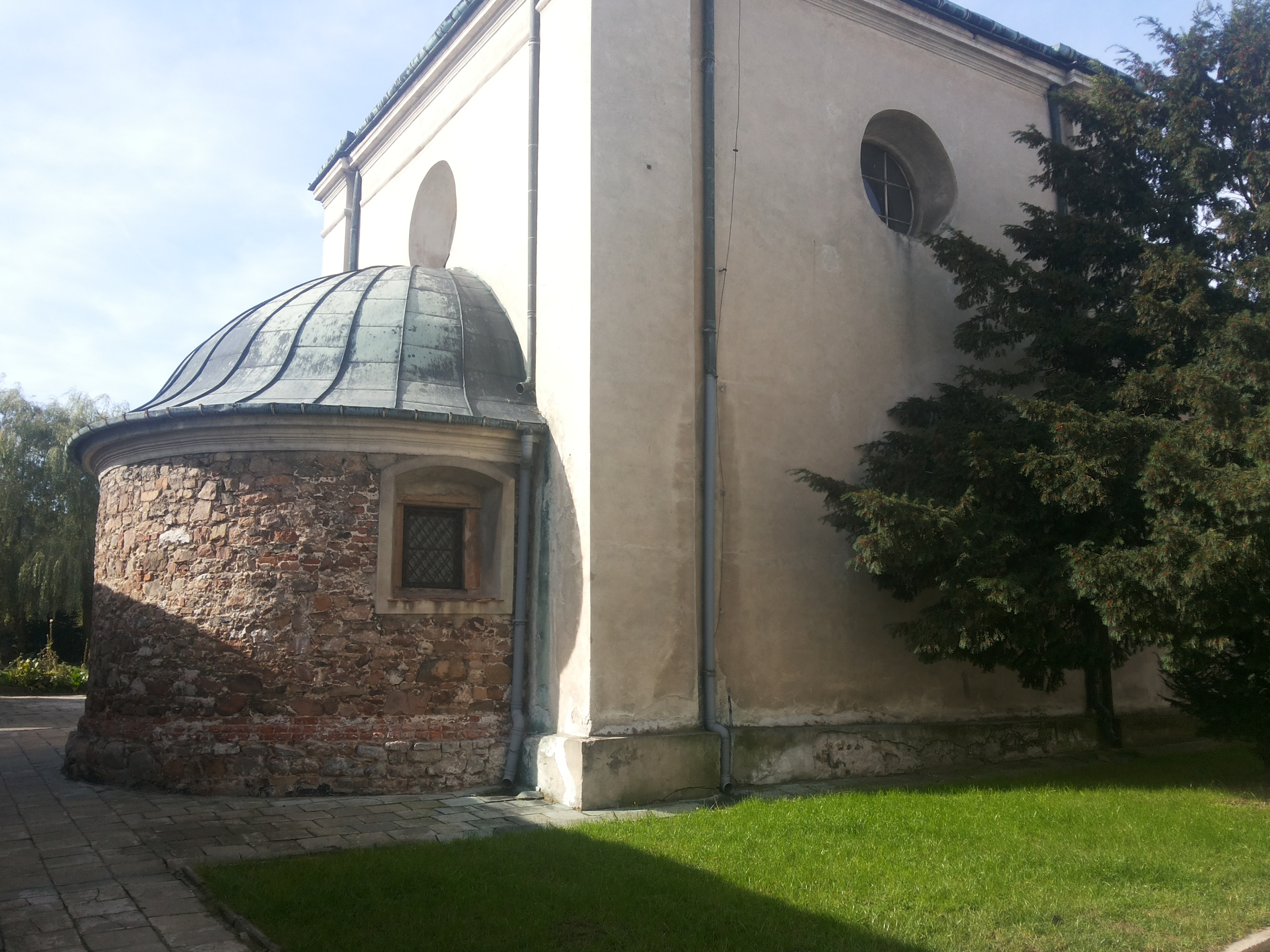
Kaplica św. Leonarda (2014)
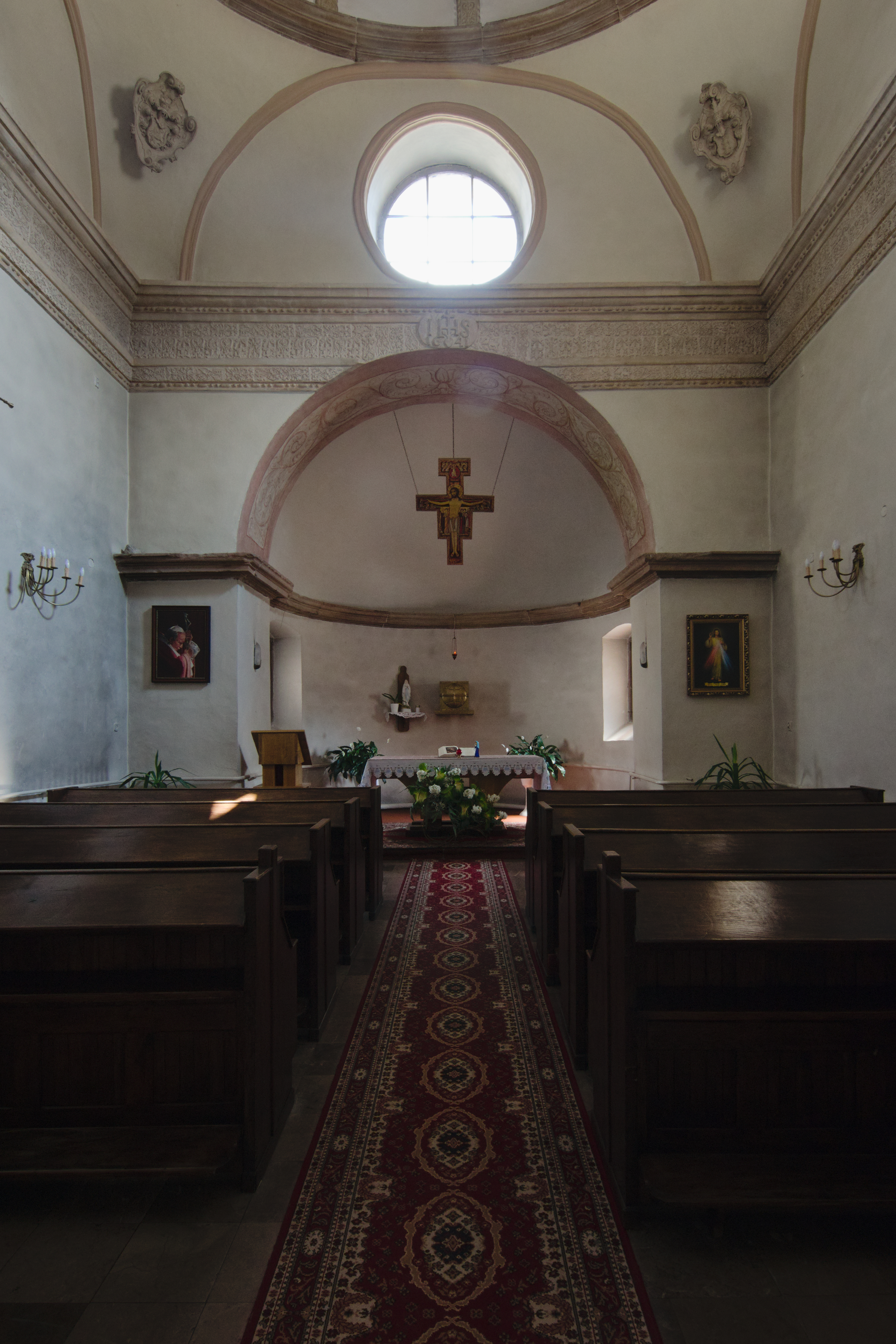
Wnętrze kaplicy św. Leonarda (2022)
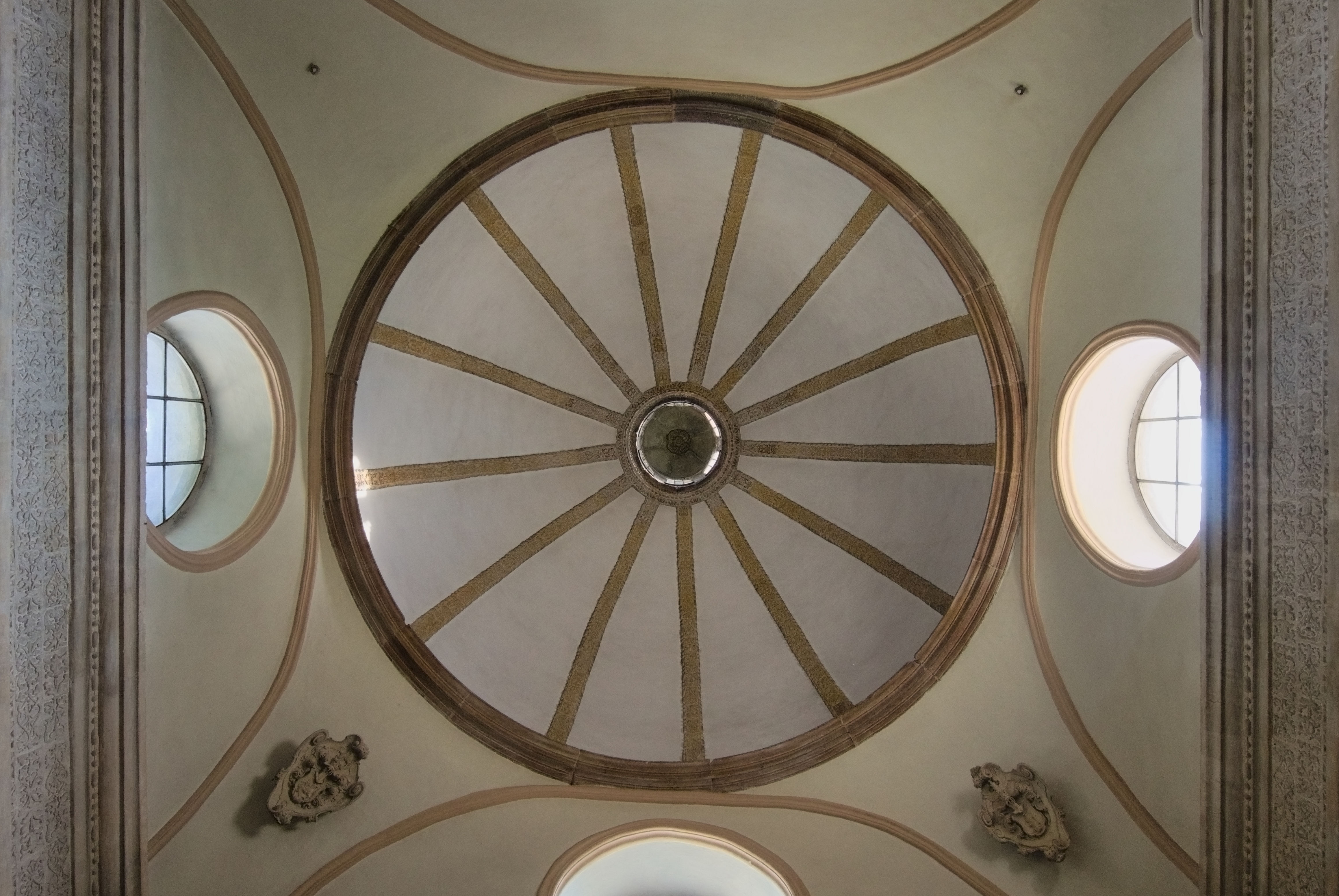
Sklepienie kopułowe kaplicy św. Leonarda (2022)